# Gottfried Christian Pingeling
Gottfried Christian Pingeling (* 19. Februar 1688 in Leipzig; † 3. November 1769 in Hamburg) war ein deutscher Kupferstecher.

## Leben
Pingeling war der Sohn eines Schneiders aus Leipzig. Er wurde ein Schüler des Kupferstechers Martin Bernigeroth und folgte dem Kupferstecher Christian Fritzsch zwischen 1719 und 1723 nach Hamburg. Er heiratete in Hamburg am 25. Januar 1724. Aus dieser Ehe ging 1727 der Sohn Thomas Albrecht Pingeling hervor, der ebenfalls Kupferstecher in Hamburg wurde und den Beruf ab 1751 mit seinem Vater gemeinsam ausübte. Die Werkstatt der beiden wurde von als die „bedeutendste“ in der zweiten Hälfte des 18. Jahrhunderts in Hamburg eingestuft. Sie lieferten Illustrationen und Titelvignetten zu Büchern und Gelegenheitsschriften, Landkarten, Städteansichten und Porträts. Nach dem Tod Pingelings führte sein Sohn die Werkstatt mit seinem Schüler Johann Thomas Hagemann fort.

## Werke (Auswahl)
Bildnisse

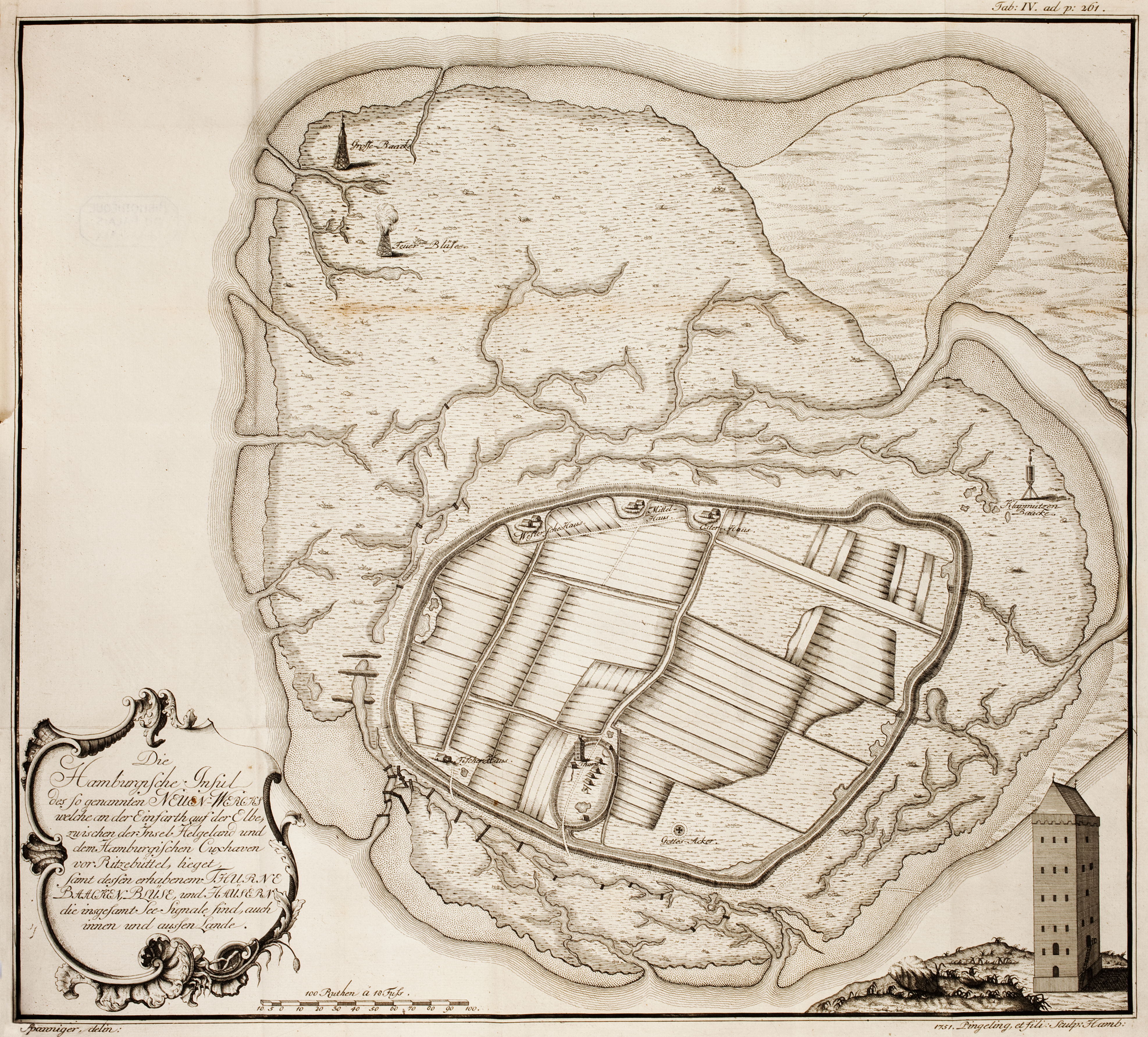
Karte der Insel Neuwerk

- 1739: Ansicht von Hamburg mit der Elbe
- 1739: Bildnis des mennonitischen Predigers Jacob Denner (Jakob Denner, nach einer Vorlage von Dominicus van der Smissen)[3]
- 1740: Bildnis des Mathematikers Hinrich Meisner (Heinrich Meißner)[4]
- 1744, 1749, 1757: Ansichten bes Zuchthauses
- 1750: Die St. Michaeliskirche mit dem brennenden Turm (St. Michaeliskirche)

Karten
- 1732: Neue Landkarte von dem Keyserthum China und angraenzenden Landen (Ausgegeben von Jonas Korte)
- 1747: Neue Charte von der Tartarey : Nach denen neusten Entdeckungen ausgefertiget (Gebrüder Korte)